# Sergio Pupovac
Sergio Pupovac, znany również jako Serdo Pupovac (ur. 5 lipca 1979 w Argenteuil) – luksemburski piłkarz francuskiego pochodzenia grający na pozycji środkowego napastnika.

## Sukcesy
Sukcesy w karierze klubowej:
- Nationaldivisioun – 1x, z Jeunesse Esch, sezon 2009/2010
- Król strzelców Nationaldivisioun – 1x, jako piłkarz CS Alliance 01, sezon 2004/2005